# Wolfs Moon
Wolfs Moon ist eine Power-Metal-Band aus der niedersächsischen Kreisstadt Helmstedt in Deutschland.

## Geschichte
Wolfs Moon wurde 1992 vom Gitarristen Gerd Simson, Schlagzeuger Andreas Rinke sowie Sänger Carsten Pasemann („Maxe“) gegründet. Im selben Jahr wurde das Demo A Dream Beyond A Dream aufgenommen. In der Folge hatte die Band mehrere Liveauftritte. 1994 folgte das zweite Demo Awake in Visions. Anschließend stieg Sänger Pasemann aus und wurde für kurze Zeit durch Keyboarder Christian Görke ersetzt. Mit diesem erschien das erste Album Solitary Lunacy in Eigenproduktion. Anschließend kehrte Pasemann zurück. Das zweite Album Eternal Flame markierte den Einstieg von Bassist Peter Dickert. Nach einigen Liveauftritten veröffentlichte die Plattenfirma Metal bastard das Album neu und brachte es im EMP Mailorder unter.
1999 erschien Elysium Dreams, ein Konzeptalbum über „Duke of Damnation“. Dabei handelte es sich um eine fiktive Figur, erdacht von Gerd Simson (Sammy), der auf diversen Veröffentlichungen der Band als Maskottchen zu sehen ist. Die Zeichnungen stammten von Claude Klein. Das Album erschien wieder als Eigenproduktion, jedoch konnte Aris (Ariola) als Vertriebspartner gefunden werden. Ein Song der CD erschien auf dem Sampler des Metal Merchant-Versandes.
2001 veröffentlichte man das vierte Album über Gutter Records. Erneut als Konzeptalbum entstand das Werk im Whiteline-Studio unter der Regie von Uwe Golz. Die Band konnte erneut ein Stück auf dem Sampler des Metal Merchants unterbringen. Sie spielte außerdem auf dem Festival Hardlive in Hagen und nahm am Newcomer-Wettbewerb Bands Battle teil. Dickert stieg kurz nach der Veröffentlichung aus und wurde durch Marco Dammann ersetzt.
2004 folgte Keep Metal Alive über MDD Mailorder/Soulfood. Es war zugleich das letzte Konzeptalbum, das sich dem „Duke of Damnation“ widmete. 2008 unterschrieb die Band bei Pure Steel Records. Dort erschien am 6. Juni 2008 das Album Unholy Darkness. Das Album handelt von dem Vampir Kayne und seiner Schwester Draconia, in Szene gesetzt durch Comiczeichner Toni Greis.
Während der Arbeiten am Album Curse the Cult of Chaos musste Carsten Pasemann überraschend aus gesundheitlichen Gründen die Band verlassen. Robert Rogge wurde neuer Sänger. 2013 erschien das Album, das eine Abkehr von den bisherigen Konzeptalben darstellte. Die Illustrationen des Booklets wurden wieder von Greis erstellt. Das Album erschien neben der CD-Version auch als Gatefold-Doppel-LP.
2014 stieg Gründungsmitglied Andreas Rinke aus. Februar 2016 gab die Band die Rückkehr der ehemaligen Mitglieder Andreas Rinke, Frank Brühning und Peter Dickert bekannt. Marco Dammann verließ die Band.
Am 1. Juli 2022 ging das 8. Album Psycho Underground an den Start. Pünktlich zum 30-jährigen Bandjubiläum.

## Musikstil
Wolfs Moon spielen traditionellen Power- und Thrash Metal im Stile der 1980er Jahre. Der Musikstil ist abwechslungsreich und variabel gehalten. Schleppende Passagen wechseln sich mit schnell gespielten Stücken ab. Mit neuem Sänger Robert Rogge, der tiefer als sein Vorgänger singt, erinnert die Band gelegentlich an Sacred Steel. Eine weitere Vergleichsgröße sind Exciter, sowie gerade bei den älteren Alben Metallica, Manowar und Iron Maiden.

## Diskografie

### Alben
- 1996: Solitary Lunacy (Eigenproduktion)
- 1997: Eternal Flame (Eigenproduktion, Rerelease über Metal Bastard)
- 1999: Elysium Dreams (Eigenproduktion, Vertrieb: Aris/Ariola)
- 2001: Black-Knight-Legacy (Gutter Records)
- 2004: Keep Metal Alive (MDD Mailorder/Soulfood)
- 2008: Unholy Darkness (Pure Steel Records)
- 2013: Curse the Cult of Chaos (Pure Steel Records)
- 2022: Psycho Underground (Kernkraftritter Records)

### Demos
- 1992: A Dream Beyond a Dream
- 1994: Awake in Visions